# اوگانو، سایتاما
اوگانو، سایتاما (به لاتین: Ogano, Saitama) یک منطقهٔ مسکونی در ژاپن است که در استان سایتاما واقع شده‌است. اوگانو ۱۷۱٫۲۶ کیلومترمربع مساحت و ۱۱٬۹۸۷ نفر جمعیت دارد.